# Priapeia

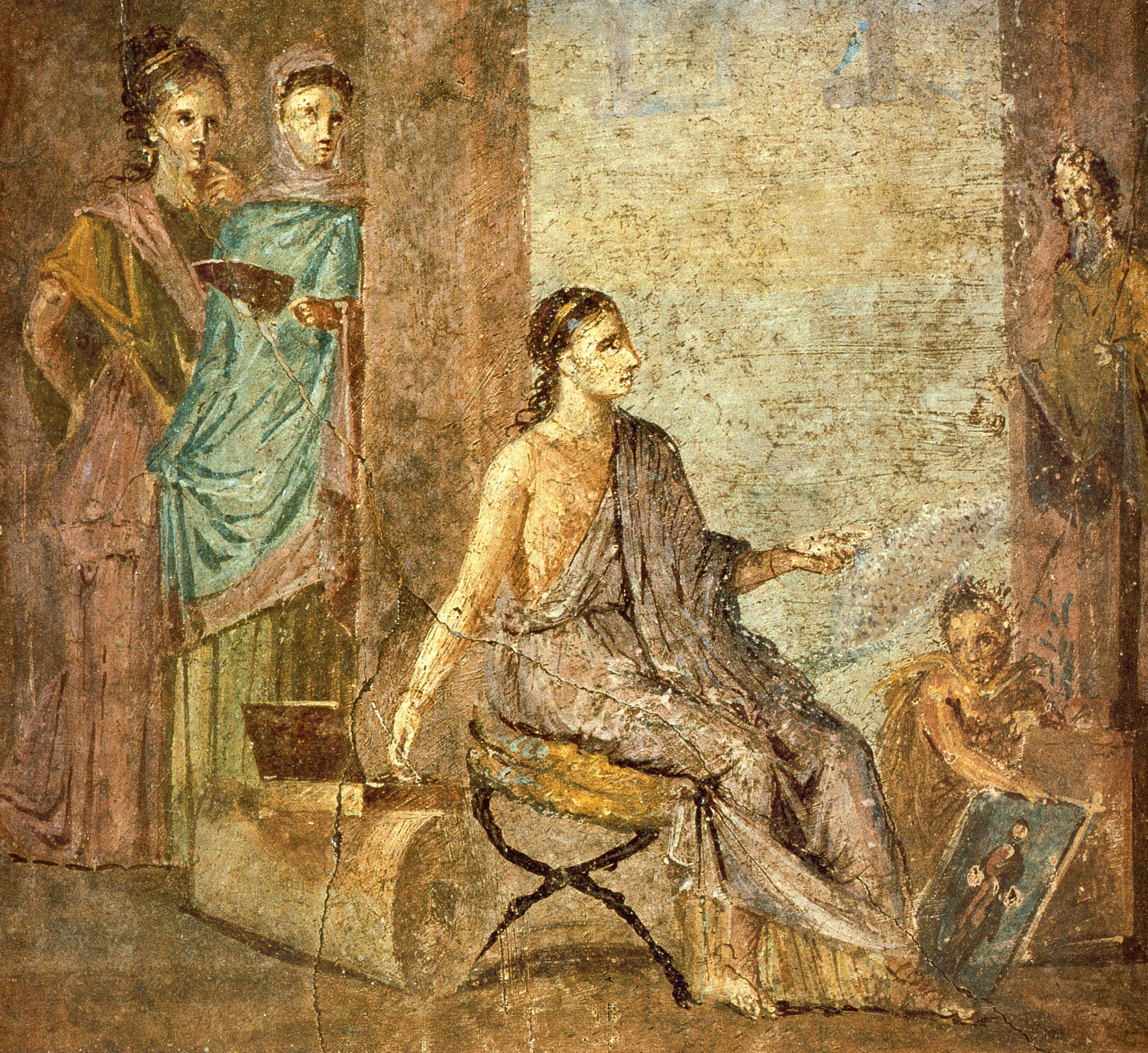
Mulher pintando uma estátua de Priapo, originaria de um afresco em Pompéia

O Priapeia é uma coleção de noventa e cinco poemas em vários medidas sobre assuntos referentes ao fálico deus Priapo. Ele foi compilado a partir de obras literárias e inscrições nas imagens do deus por um editor desconhecido, que compôs o primeiro epigrama. A partir de seu estilo e versificação é evidente que os poemas pertencem ao período clássico da literatura latina. Alguns, no entanto, pode ser interpolações de um período posterior. Eles podem ser encontrados em Franz Bücheler's Petronii Arbitri Satirarum reliquiae (1862), Luciano Müller's P. Valerii Catulli Carmina "(1870) e Emil Baehrens's, Poetae latini menores, I. (1879).

## Visão geral
Estes poemas foram publicados sobre estátuas de Priapo, que estavam no meio de jardins como o protetor dos frutos que crescem nele. Estas estátuas foram muitas vezes esculturas rusticas feitas a partir de troncos de árvore. Praticamente se assemelhava a forma de um homem com um enorme falo. As estátuas também promoviam a fertilidade dos jardins, e afastavam os ladrões.
Os versos são atribuídos de forma variada para Virgílio, Ovídio, e Domício Marsus. No entanto, a maioria das autoridades no assunto consideram ter sido o trabalho de um grupo de poetas que se reuniram na casa de Mecenas, divertindo-se pela escrita de tributos para o jardim Priapus. (Mecenas foi o patrono de Horácio.) Outros, incluindo Marcial e Petronio, foram imaginados como tendo adicionado mais versos na copia dos originais.
Em 1890, o Priapeia foi traduzido para o inglês por Leonard Smithers e Sir Richard Burton que forneceu numerosas notas explicativas relativas a práticas sexuais e procriativas que são referenciados nos poemas. Estas notas explicativas possuem diversos temas como sexo oral (felação e a cunilíngua), irrumation, masturbação, bestialidade, posições sexuais, eunuquismo, Falo, prostituição religiosa, afrodisíacos, pornografia e suas terminologias, mas nem sempre são precisas reflexões das antigas práticas romanas. 
Os poemas incluem monólogos por Priapo em que o deus se parabeniza e homenageia o tamanho e a virilidade de seus órgãos sexuais e também avisos para aqueles que querem prejudicar seu jardim ou tentar roubar seus frutos, ameaçando os infratores ou infratoras com várias punições de natureza sexual, como irrumation e sodomia.